# 绿岛胡椒
（學名：Piper kwashoense）为胡椒科胡椒属的植物，为台灣特有植物。分布在台湾等地，目前尚未由人工引种栽培。